# 毛诺·科伊维斯托

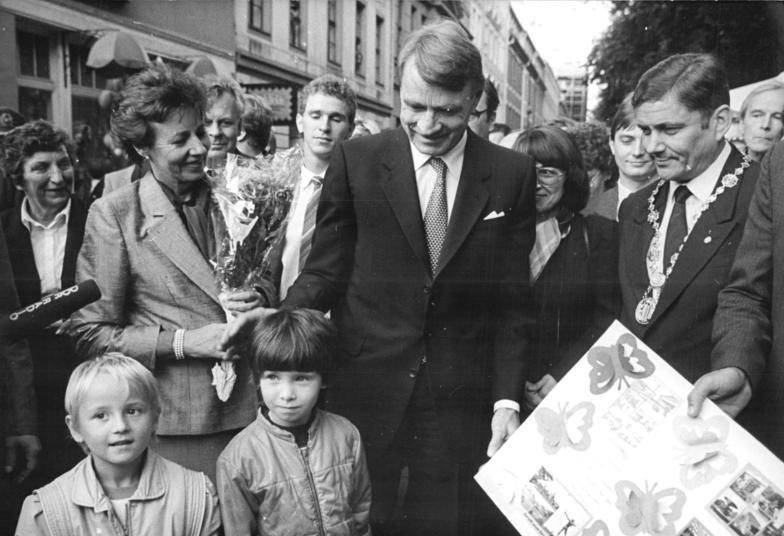
1987年，科伊维斯托夫妇在市长（右）的陪同下参观东德的德累斯顿。

毛诺·亨里克·科伊维斯托（芬蘭語：Mauno Henrik Koivisto；1923年11月25日—2017年5月12日），芬兰政治家。
科伊维斯托曾于1982年到1994年任芬兰总统，并分别于1968年—1970年和1979年—1982年任芬兰总理。他是第一位当选总统的芬兰社会民主党人。

## 早期生活
科伊维斯托出生于图尔库一個信教的工人阶级家庭。他年轻时曾经参加过芬苏之间的续战。战后科伊维斯托在图尔库港做重体力活。他边工作边学习，从只有小学文化的基础一直读到完成了社会学博士学位。

## 从政经历
在从政之前，科伊维斯托担任赫尔辛基劳工储蓄银行的行长。从1966年春季起他开始担任财政部长，从而成为芬兰家喻户晓的人物。他虽然很愿意参加经济政策的讨论，并在社民党内从政，但他却并不希望成为全职的从政者。
1967年科伊维斯托刚刚被任命为芬兰中央银行行长，就突然接到时任芬兰总统乌尔霍·吉科宁的邀请去出任总理一职。
在1970年春季之前，吉科宁和科伊维斯托的合作一直很顺利。但之后却因北欧经济共同体（Nordek）的议题而产生意见分歧，科伊维斯托认为芬兰应该加入北欧经济共同体。1970年春科伊维斯托回到央行行长的职位，并在此职位上又工作了九年。
1979年春，科伊维斯托重返政坛第一线，并再度成为总理。1981年秋，已担任芬兰总统25年之久的吉科宁因病无法继续总统之职。科伊维斯托在总统大选之前兼任了总统的职位。
在外交政策方面，科伊维斯托延续了他的两位前任总统巴锡基维和吉科宁的路线，尤其是在对苏联的关系上，但亦加強和美國的關係。在国内政策方面，科伊维斯托也希望加强议会制以及议会和政府的作用，并削弱总统的影响力。
在科伊维斯托的第二个任期内（1988-1994）内，他极力推动芬兰加入欧盟，这是芬兰独立以来作出的最重大的外交决策之一。根据当时的宪法规定，只有总统提出动议，政府才能提交加入欧盟的申请。他亦推動政治改革，把總統由選舉人團轉為直選產生。

## 著作
- 《历史的见证》（回忆录），杨宇光 译，上海译文出版社2000版（ISBN 7-5327-2433-6）